# Agrotis talda
Agrotis talda är en fjärilsart som beskrevs av William Schaus 1893. Agrotis talda ingår i släktet Agrotis och familjen nattflyn. Inga underarter finns listade i Catalogue of Life.